# Union (Den Hulst)

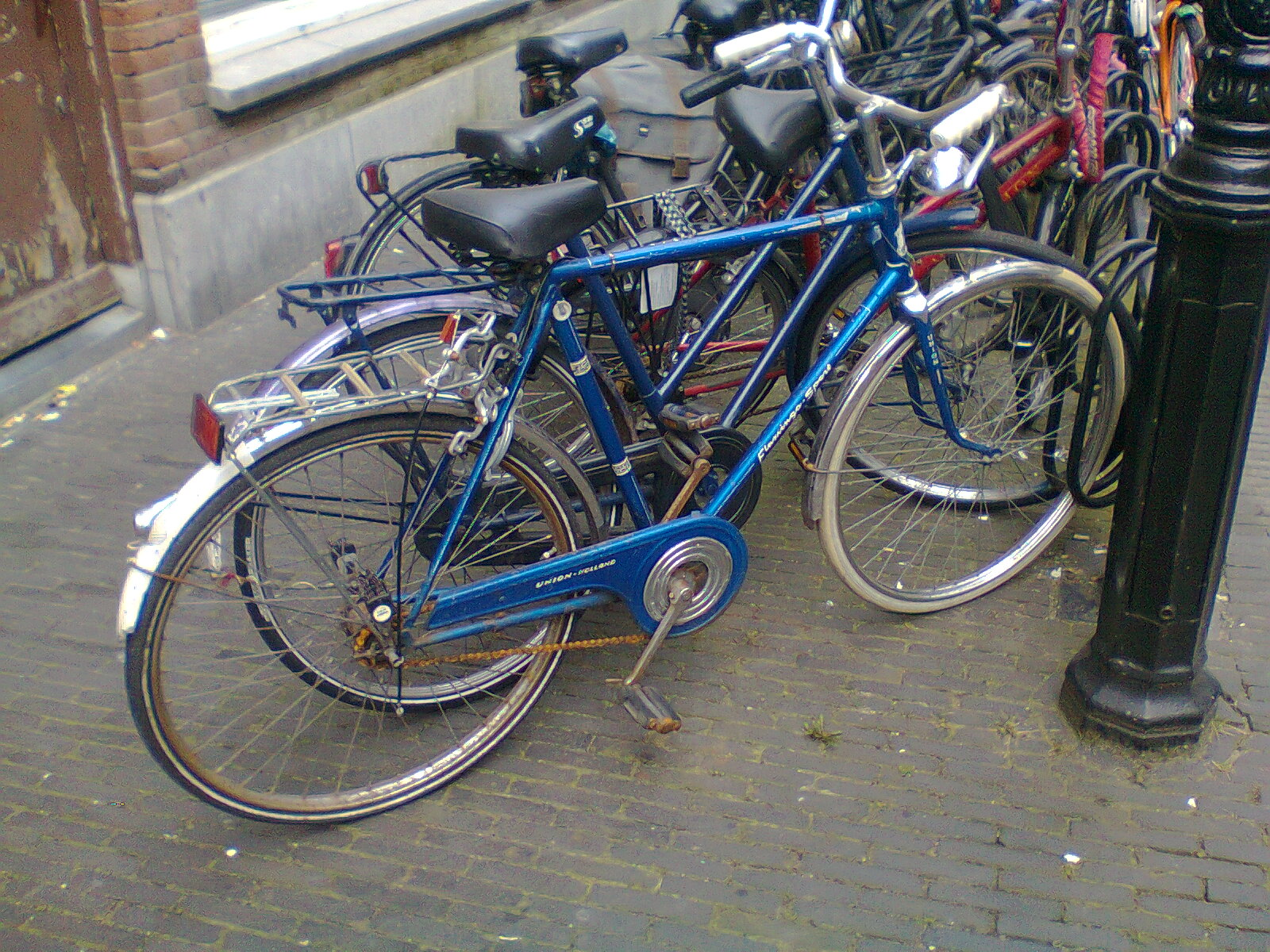
Een Union Flamingo Sport uit 1969

Union is een Nederlandse fabrikant van fietsen en snorfietsen (elektrisch aangedreven fietsen) uit Overijssel. Voorheen produceerde Union ook bak-, brom- en motorfietsen.
Union begon als winkel van naaimachines, ijzerwaren en fietsen in 1904 en werd opgericht door de molenaarszoon B.J. van den Berg (1877 - 1936) in Den Hulst aan de Dedemsvaart, nabij Nieuwleusen. Naast de rijwielhandel ( die hij samen met zijn broer Jan (1879 - 1945) runde ) had men een bouwmaterialen- en houthandel, waar broer Evert (1882 - 1934) zich mee bezig hield. In 1911 begint men met de fabricage van fietsen, waarbij de eerste frames bij Gazelle te Dieren werden betrokken. In 1914 wordt het fabrieksgebouw (naar een kopie van de Gazelle fabriek) gebouwd. De architect was Hendrik Burgmans (Rotterdam, 1864 - Avereest,1940. Het bedrijf groeide al snel uit tot de grootste werkgever van Nieuwleusen. Sinds 1920 is het bedrijf een nv, en was in die tijd een fietsenfabriek van landelijk formaat. 
Er werd in die tijd een beroep gedaan op de reclametekenaar Daan Hoeksema voor het maken van diverse reclamefolders en ook in 1928 en stripverhaal tekende, in de vorm van een leporello; het fietstochtje van Ubbo, Nico, Izaak, Otto en Nelly.
Het 25 jarig bestaan werd in 1929 uitbundig gevierd waarbij de oudste oprichter een in koper gedreven portret (door Prowaseck & Stöxen te Leiden gemaakt) kreeg aangeboden. (een foto hiervan is te zien op de beeldbank van Nieuwleusen)
Een samenwerkingsverband met zadelfabriek van Ohmann & Boddendijk te Meppel werd in gang gezet; echter bij het faillissement  daarvan ontsprongen ze ternauwernood aan een debacle vanwege een geldlening waarbij geen onderpand was geregeld. 
Vlak voor de Tweede Wereldoorlog ging men motorfietsen met 98- en 125cc-Villiers- en 129- en 125cc-ILO-blokjes maken. Gemotoriseerde bakfietsen hadden 125- en 150cc-ILO-blokken. Erg veel werd er niet geproduceerd doordat de Tweede Wereldoorlog uitbrak.
Het 40 jarig bestaan werd sober gevierd vanwege de oorlog waarbij de 2e oprichter - Jan van den Berg - een geschilderd portret kreeg aangeboden. Schilder was David Kouwenaar die samen met de latere mevrouw Henk van den Berg in opleiding was op de Rijksacademie te Amsterdam.
Na het overlijden van Berend Jan in 1936 en Jan in 1945 werden ze respectievelijk opgevolgd door zonen B.J. (1906 - 1992) en H.G. (1911 - 2000). B.J. deed een ingenieursopleiding in Zurich terwijl H.G. in Delft zijn ingenieursopleiding met goed gevolg afrondde. De fabriek werd hierdoor gemoderniseerd naar nieuwe inzichten en ook met hulp van een excursie naar fabrieken in Amerika (georganiseerd via Marshallhulp) werden allerlei moderne fabricage technieken ingevoerd.
De bouwmaterialen handel kwam na het overlijden van Evert terecht bij zijn zoon Berend Jan (1915 - 1990) die zich toen afsplitste van de fietsenfabriek.
In 1953 ging men bromfietsen maken. Men gebruikte de in Varsseveld geproduceerde GMF Boy-rolaandrijver, die van de letters URD (Union Rijwielfabriek Den Hulst) werd voorzien. Deze werd snel vervangen door een 50cc-ILO-blokje. Vanaf 1956 kwamen er bromfietsen in het programma, die van Sachs- en Berini-blokken werden voorzien. In 1961 bracht Union naar ontwerp van Charles Burki de Boomerang uit die een jaar later door Union werd gerestyld.
In 1965 ging men samenwerken met Kaptein, waardoor de Samenwerkende Rijwiel- en Motorindustrie Unikap N.V. ontstond. Dit betekende dat Union de bromfietsproductie staakte en de Kaptein Mobylette bromfiets het belangrijkste product werd en uit Frankrijk werd geïmporteerd. Deze bromfietsen werden onder de naam Kaptein Mobylette door Motobécane in de fabriek te Pantin, Frankrijk geproduceerd. In 1973 werd de samenwerking weer ontbonden en verliet de laatste Van den Berg de directie van het bedrijf. Union was op dat moment de nummer drie onder de fietsfabrikanten van Nederland. Een fusie met Batavus ketste af en de bromfietsproductie werd beëindigd.

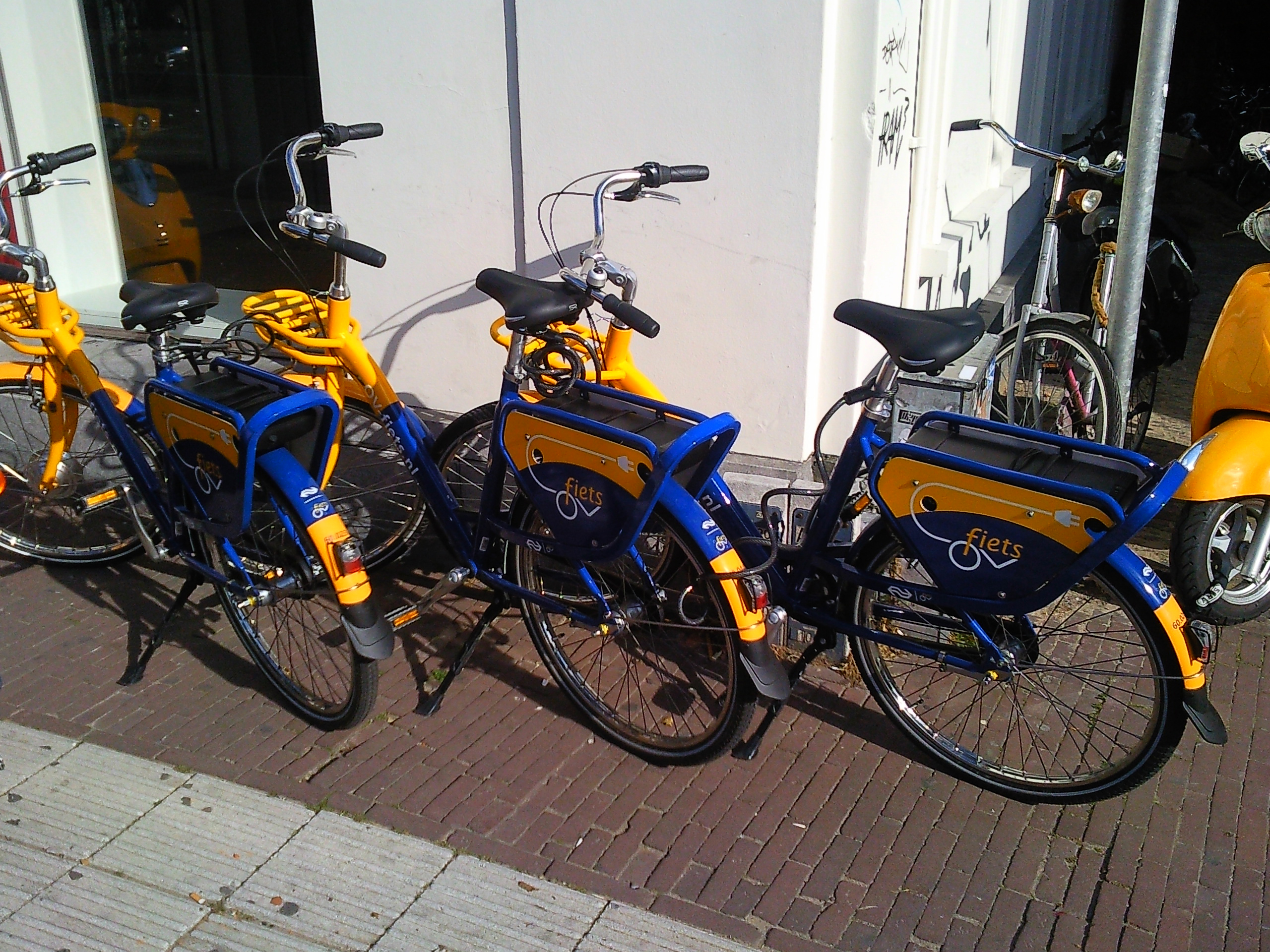
Union elektrische OV-fiets in Utrecht uit 2011.

Daarna volgde een moeilijke periode van wanbeheer van een directie (W.J. Suur en A. Paassen) die het bedrijf financieel berooid achterliet. Bovendien werd het - in 1914 gebouwde - fabrieksgebouw in 1976 door brand verwoest. De brandoorzaak is nooit achterhaald. In 1981 berichte de Volkskrant over een rumoerige aandeelhoudersvergadering waarin H.G. van den Berg aangaf vaak gewaarschuwd te hebben over diverse zaken die de neergang zouden hebben veroorzaakt. Ook in de jaren tachtig en negentig was Union een onstabiel bedrijf dat slecht draaide en herhaaldelijk werd verkocht.
Sinds 2005 is de naam Union in handen van DBG (Dutch Bicycle Group).
Op 31 maart 2006 verlieten de laatste fietsen het gebouw in Nieuwleusen en werd de productie geheel overgeplaatst naar de werkplaats voor sociale werkvoorziening Larcom in Ommen.
Een groot deel van het restant van het oude complex van de Union fietsenfabriek in Nieuwleusen brandde op 29 mei 2009 af. Het betrof voornamelijk loodsen waar meerdere bedrijven waren gevestigd. Alleen een gebouw dat naast het statige oude gebouw van de Union stond en een achtergelegen hal zijn intact gebleven. Thans zijn onder andere Malanico en MDI Logistics met hun kantoren gevestigd in een gedeelte van de gebouwen. 
In 2012 bereikten Pon Holdings en DBG overeenstemming over de overname van het fietsmerk Union. De productie blijft bij DBG en Pon gaat alleen de merknaam vermarkten. Pon wil wel de kwaliteit verbeteren en het assortiment verbreden. Pon versterkt met de overname haar marktpositie in de West-Europese fietsenmarkt. In 2011 nam Pon al concurrent Gazelle over.
Vanaf 2025 stopt Union met de levering van fietsen.